# Tacyt (cesarz rzymski)
Tacyt, Marcus Claudius Tacitus (ur. około 200 w Interamnie, zm. latem 276 w Tarsie lub Tyanie) – cesarz rzymski panujący od jesieni 275 do lata 276 roku naszej ery. 

## Życiorys
Pochodził z miejscowości Interamna (obecnie Terni) w środkowej Italii, najpewniej z rodziny senatorskiej; do jego przodków miał należeć historyk Publiusz Korneliusz Tacyt. Przyrodnim bratem był Florian, jego bezpośredni następca.
Nie jest znany przebieg jego kariery przed objęciem władzy cesarskiej. Wiadomo, że w 273 pełnił urząd konsula, co świadczyłoby o znacznych wpływach i autorytecie. Podczas krótkotrwałej regencji Seweryny był pierwszym członkiem senatu, co przypuszczalnie zdecydowało o powołaniu go na tron cesarski. Senat, zmuszony do tego postawą legionów iliryjskich, które po śmierci Aureliana wyjątkowo nie zamierzały tym razem obwołać swego kandydata, dokonał wyboru 75-letniego senatora, prawdopodobnie traktując jego rządy jako rozwiązanie tymczasowe. Dla podkreślenia na wstępie swego autorytetu i ciągłości władzy, Tacyt oddał należną cześć zamordowanemu poprzednikowi i przykładnie ukarał śmiercią większość spiskowców i jego zabójców.
Władca, świadom swej zależności od armii, dbał o zaspokajanie jej potrzeb, głównie poprzez regularne wypłacanie żołdu, na co przeznaczył nawet część prywatnego majątku. Hasła propagandowe widoczne na emitowanych przez niego monetach (Conservator Militum, Concordia Militum, Fides Militum) podkreślają rolę cesarza jako opiekuna żołnierzy. Źródła pisane przedstawiały go jako uosobienie tradycyjnych cnót rzymskich, nadal obecnych w kręgach senatorskich. Reprezentował sobą skromność, oszczędność, występował przeciwko zbytkowi i naruszaniu przyzwoitych obyczajów. Był znawcą sztuki, wykazywał zainteresowanie historią (między innymi polecił systematyczne kopiowanie dla potomnych historycznych dzieł Tacyta).
W 276 podjął wyprawę do małoazjatyckiej Cylicji, nękanej przez zastępy Gotów i Alanów (być może najemników zgromadzonych przez Aureliana do wyprawy na Persję). W wyniku tej kampanii kierowanej przez cesarza i jego brata Floriana, łupieżców wyparto, kończąc działania powodzeniem upamiętnionym serią monet z inskrypcją Victoria Gothica. Jednak najpewniej w lipcu tego roku, po zaledwie około 10-miesięcznym panowaniu, cesarz zakończył tam życie w niejasnych okolicznościach. Według rozbieżnych wersji zmarł wskutek choroby (febra) bądź też padł ofiarą zamachu przygotowanego przez spiskowców, którzy wcześniej usunęli w Syrii jego kuzyna, namiestnika Maksymina. Niepewne jest również miejsce zgonu w Cylicji (Tars) albo w Kapadocji (Tyana). 